# Éducation populaire en France
Pour un article plus général, voir Éducation populaire.
L'organisation de l'éducation populaire, en France,  repose sur la déclaration de Condorcet (avril 1792), la création de la Ligue de l'enseignement par Jean Macé (1866), la fondation du mouvement Le Sillon par Marc Sangnier (1899), la création de la Jeunesse ouvrière chrétienne (JOC), par Joseph Cardijn (1925), et enfin, le Front populaire (1936). À la Libération, dans un vaste élan de cohésion nationale, le Conseil national de la Résistance, puis le Gouvernement provisoire reprennent le programme initié par le Front.
Tout au long du XXe siècle, l'éducation populaire s'est d'abord organisée autour de trois grands courants idéologiques : le christianisme social, dont la dimension intellectuelle est illustrée notamment par le personnalisme autour de la revue Esprit ou encore le scoutisme, les mouvements laïques, autour de la Ligue de l'enseignement (Les Francas, les Ceméa, etc.) et enfin le mouvement ouvrier, en particulier la CGT et ses organismes spécialisés.

## Histoire

### Déclaration de Condorcet

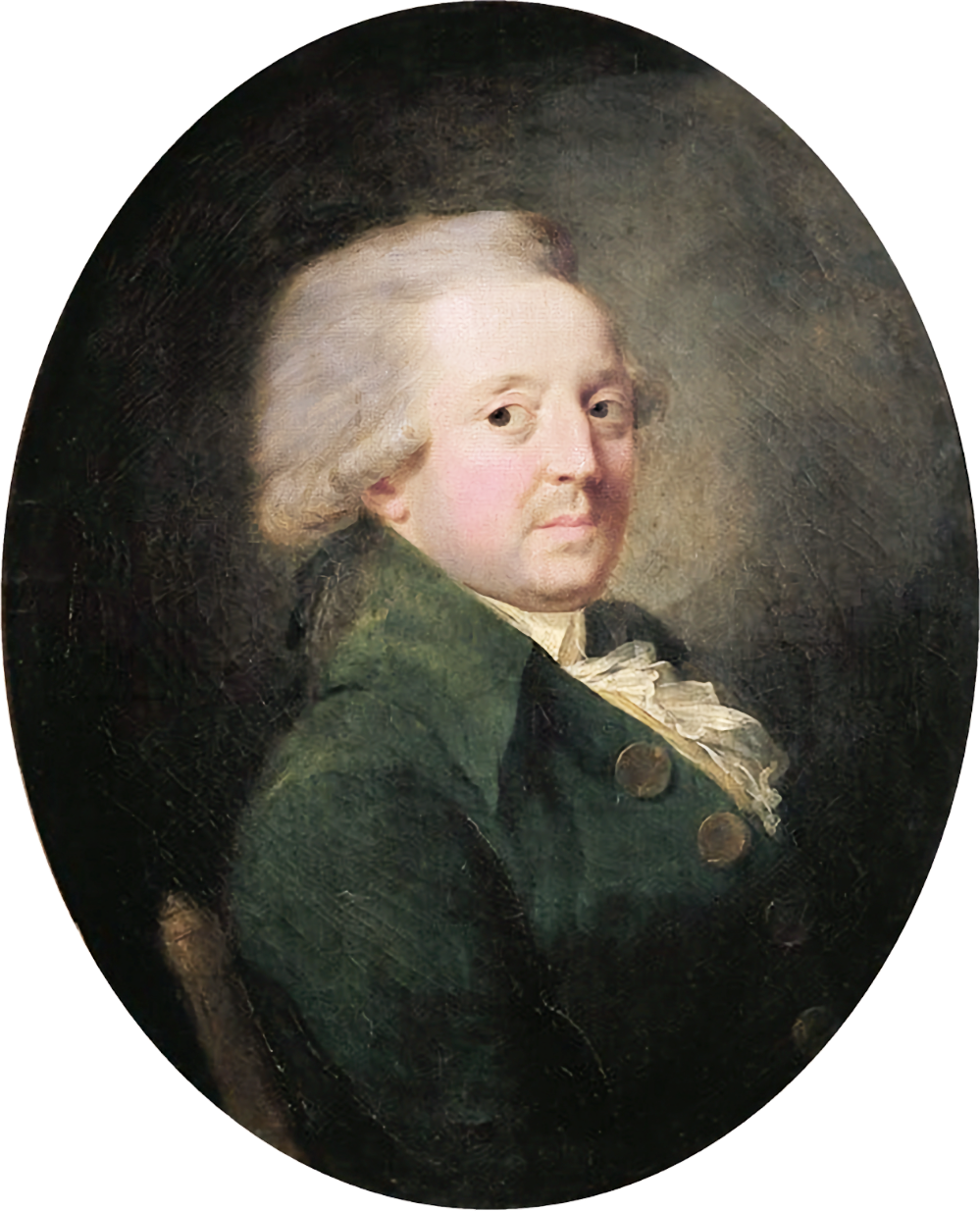
Portrait du député Nicolas De Condorcet

En avril 1792, Condorcet remet à l'Assemblée nationale un rapport intitulé L'Organisation générale de l'instruction publique. On peut notamment y lire : « Tant qu'il y aura des hommes qui n'obéiront pas à leur raison seule, qui recevront leurs opinions d'une opinion étrangère, en vain toutes les chaînes auraient été brisées, en vain ces opinions de commandes seraient d'utiles vérités ; le genre humain n'en resterait pas moins partagé entre deux classes : celle des hommes qui raisonnent, et celle des hommes qui croient. Celle des maîtres et celle des esclaves ».
Cette déclaration reconnaît à l'éducation une finalité civique : « L'instruction permet d'établir une égalité de fait et de rendre l'égalité politique reconnue par la loi ». Condorcet prône une instruction en deux temps : l'éducation de l'école primaire puis L'éducation tout au long de la vie.

### L'essor d'une idée
Les révolutions parisiennes de 1830 et 1848, qui ont mêlé sur les mêmes barricades étudiants (issus à l'époque de la bourgeoisie et de la noblesse), artisans et ouvriers, vont entraîner la formation de premières grandes associations laïques d'éducation populaire : l'Association philotechnique, l'Association polytechnique (créée par des membres de l'École polytechnique et animée par Auguste Comte. Cependant il est important de préciser que 60 % des étudiants de l'école polytechnique provenaient de la haute bourgeoisie). Mais c'est avec la création de la Ligue de l'enseignement en 1866, qui fonctionne sur toute la France et se prolonge par des comités scolaires et des bibliothèques, que le vrai départ est donné.
La Commune de Paris en 1871 affirme certains droits, parmi lesquels la séparation de l'Église et de l'État, l'instauration d'un ministère du travail, l'enseignement laïc et gratuit, l'enseignement professionnel assuré par les travailleurs, et les fournitures scolaires gratuites.
La Troisième République va mettre en place l'école publique laïque et obligatoire sous la présidence du conseil de Jules Ferry et les bourses du travail à la suite de la légalisation des syndicats sous la présidence du conseil de Pierre Waldeck-Rousseau.
L'aristocratie ouvrière[pas clair] très politisée au travers de l'anarcho-syndicalisme réclame des bibliothèques dans les usines, des cours du soir en sus des formations dans l'atelier destinées à augmenter leur productivité : de l'économie, de la philosophie, de l'histoire. C'est l'époque de l'apparition des premiers musées des métiers et du travail : statut culturel de l'outil, œuvre de culture. Pour Fernand Pelloutier, l'éducation est un prélude à la révolution « ce qui manquait à l'ouvrier, c'est la science de son malheur », « [il faut] instruire pour révolter »[réf. nécessaire]. La création dans chaque ville importante d'une Bourse du Travail est très représentative de ce courant du Syndicalisme révolutionnaire.

### Le Sillon et le christianisme social

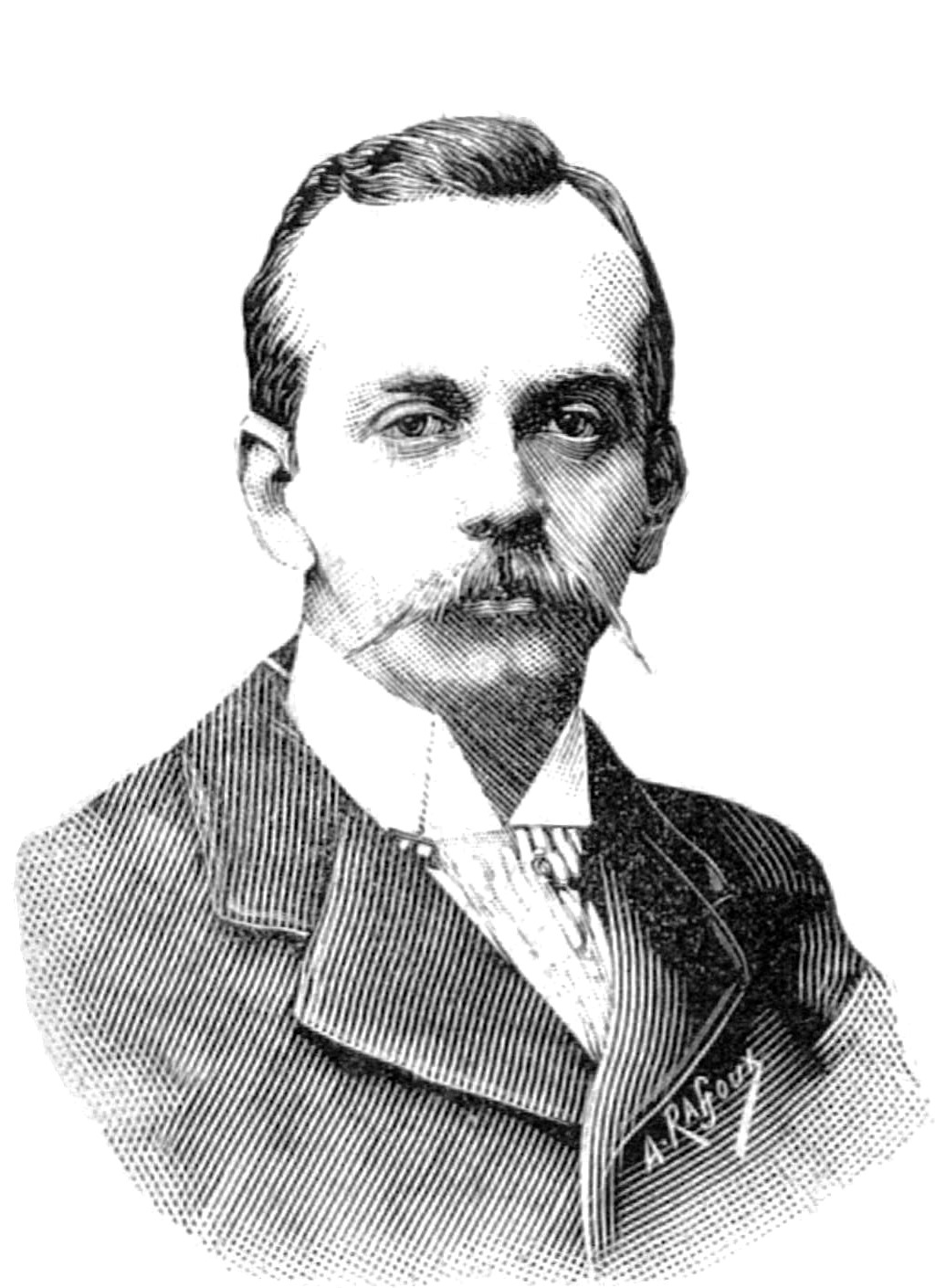
Portrait de Marc Sangnier.

À la suite d'Albert de Mun et en s'inspirant de l'encyclique Rerum Novarum qui après la Commune de Paris réfléchissent à un rapprochement entre l'Église et la classe ouvrière en Europe, Marc Sangnier (1873-1950) transforme son journal Le Sillon en organe d'un vaste mouvement qui réunit la jeunesse ouvrière et les fils de notables. En s'appuyant sur les patronages catholiques, Sangnier crée en 1901 des Instituts populaires qui donnent bientôt des cours et des conférences publiques. Lors du congrès national de 1905, près de mille cercles venus de la France entière sont ainsi représentés. La confusion du politique et du religieux conduisent à la condamnation du Sillon par Rome, en 1910.
Après la Première Guerre mondiale, Marc Sangnier ouvre la première Auberge de jeunesse en France, baptisée « L'Épi d'or », elle est construite en 1929 à Boissy-la-Rivière (Essonne). Elle s'inspire du mouvement allemand Jugendherberge initié dès 1909. L'année suivante est fondée à son initiative la Ligue Française pour les Auberges de Jeunesse, d'inspiration catholique.

### Le Front populaire
L'arrivée du Front populaire, est marquée par les grèves de 1936. C'est à la fois un joyeux mouvement social et la première grève générale. Elle aboutit sur les Accords Matignon (1936), les premiers congés payés et la semaine de 40 heures. Le cinéma et plusieurs chansons évoquent ces premières vacances et la culture ouvrière. Dans cet élan les mouvements d'éducation populaire sont relancés par la gauche, notamment grâce à l'action de Léo Lagrange. Dans le gouvernement Blum, il est nommé sous-secrétaire d'État aux Sports et à l'organisation des Loisirs auprès du ministre de la Santé publique Henri Sellier. C'est la première fois qu'un tel ministère existe au gouvernement. Sont créés en 1937 les CEMEA d'inspiration laïque ; ils prennent en charge les enfants en vacances, et en 1938 le Centre laïc des auberges de jeunesses laïques (CLAJ) dont Léo Lagrange est le premier président.

### Sous Vichy
Le gouvernement de Vichy au travers de la Révolution nationale souhaite encadrer la jeunesse dans son idéologie (travail, famille, patrie). La jeunesse telle qu'on la conçoit correspond à l'époque à une classe d'âge de 20 à 30 ans. Ce ne sont ni les enfants, ni les adolescents. Cette jeunesse travaille à l'usine et aux champs ou bien est prisonnière en Allemagne ou — pour une petite minorité — est étudiante.
Cette politique passe par trois dispositifs : les chantiers de jeunesse, les écoles de cadres ou écoles de chefs, et les maisons des jeunes, le tout sous la responsabilité d’un secrétariat général à la Jeunesse. Le groupe Jeune France créé en 1940 sous l'égide du secrétariat général, regroupe des intellectuels marqués par le personnalisme qui vont passer à la Résistance en 1943, et qui sont pour une partie d'entre eux, les premiers instructeurs des animateurs de jeunesse, à la Libération.
Les chantiers de la jeunesse française forment au culte de la hiérarchie et de la discipline, qui passait par l'importance donnée à tous niveaux au Chef. La vénération au maréchal Pétain imprégnait profondément les cadres des chantiers et les Écoles des cadres. La loi de réquisition du 4 septembre 1942 et le STO vont stopper ces chantiers. Les jeunes sont envoyés en Allemagne ou entrent dans la clandestinité, voire la Résistance ou les Forces françaises libres via l'Espagne.
Les écoles des cadres vont passer à la clandestinité et à la Résistance également du fait du STO et de la création de la Milice en 1943. Ces cadres vont agir et former les cadres des associations de jeunesse dans la Résistance. Ce sont des hommes et des femmes venus de divers milieux, enseignants, syndicalistes, militaires, anciens responsables d'associations de jeunesse (associations dissoutes par Vichy) qui pensent à l'éducation populaire d'une France libérée. Les Francas (« Francs et Franches Camarades ») et Peuple et culture sont ainsi créées à partir de 1943 dans la clandestinité.
Les maisons de jeunes, futures « Maisons des jeunes et de la culture », qui, sous l'impulsion de l'Association nationale des amis des maisons des jeunes, prirent leur distance avec le régime de Vichy et, pour certaines d'entre elles, s'engagèrent dans des actions de résistance, avant de se transformer sous l'action de la République des Jeunes, une association créée après août 1944, à la Libération.

### L'après-guerre
Les non-conformistes des années 30 inspirés par la philosophie du personnalisme d'Emmanuel Mounier vont se trouver à la fois dans la collaboration au travers de l'école des cadres d'Uriage, dans les mouvements de Résistance et dans le gouvernement de l'Algérie libérée de 1942. Ils vont faire le lien entre les gaullistes et une partie des acteurs de la révolution nationale. L'enfance inadaptée et l'éducation populaire sont comme bien d'autres secteurs de la politique sociale du Gouvernement provisoire marqués par cet héritage en partie transformé de Vichy.
« À la Libération, les horreurs de la Seconde Guerre mondiale ont remis au goût du jour cette idée simple : la démocratie ne tombe pas du ciel, elle s’apprend et s’enseigne. Pour être durable, elle doit être choisie ; il faut donc que chacun puisse y réfléchir. L’instruction scolaire des enfants n’y suffit pas. »
— Franck Lepage.

#### Direction de la culture populaire et des mouvements de jeunesse
L'éducation à la démocratie des jeunes adultes doit permettre que le régime de Vichy, et tous les régimes autoritaires, ne reviennent pas. Telle est l'idée maîtresse du gouvernement de la France libre créé en 1942 en Algérie par Charles de Gaulle, avec comme ministre de l'Éducation nationale René Capitant. Au lendemain de la libération de Paris (août 1944), le financement des œuvres sociales devient une question centrale et va permettre la naissance de Travail et Culture (TEC), de Tourisme et Travail, etc. L'éducation populaire est florissante du fait de la reconstruction et de l'union nationale. La Ligue de l'enseignement se reconstitue, s'engage dans la promotion de l'éducation populaire, version laïque.

Le Gouvernement provisoire, formé en juin, prend en charge la gestion effective du pays jusqu'en octobre 1946. Christiane Faure, belle-sœur d'Albert Camus, endosse aux côtés de Jean Guéhenno, la direction de la culture populaire et des mouvements de jeunesse au sein du ministère de l'Éducation nationale. La direction de la culture populaire et des mouvements de jeunesse met en place les projets de « Maisons de la Culture ». Reprenant les idées forgées dans la clandestinité, Guéhenno et Faure font former les premiers instructeurs d'animateurs de jeunesse, issus pour la plupart du groupe Jeune France. Avec André Philip et d'anciens responsables clandestins d'associations de jeunesse de partis et syndicats, ils créent la « République des Jeunes », une association qui va réfléchir à la transformation des maisons des jeunes du temps de Vichy :
« Cette association prône la gestion associative des maisons où les jeunes doivent eux-mêmes, et en dehors de tout étatisme et paternalisme, élire leurs conseils avec le soutien du conseil d’administration de la personne morale gestionnaire du lieu »
Formé en 1943 dans la clandestinité, Peuple et culture, dans son manifeste de 1945, affirme l'importance de l'éducation nouvelle dans l'éducation populaire :

« Une culture vivante suscite un type d'homme. Elle suppose des méthodes pour transmettre la connaissance et former la personnalité. Enfin, elle entraîne la création d'institutions éducatives. Ainsi la culture populaire a besoin d'un humanisme, d'une technique, d'une organisation propres — faute de quoi, elle risque de rester prisonnière d'un enseignement périmé. »

L'expérience de cette direction a duré quatre ans. En 1948, jugeant qu’il n’aurait pas assez d’autonomie, et que les anciens cadres s’opposaient aux changements nécessaires, Guéhenno démissionne de son poste. La direction fusionne avec celle de l’éducation physique et des activités sportives dans une « direction générale de la jeunesse et des sports », matrice du ministère souvent confiée à des sportifs peu au fait des questions d’éducation populaire. C'est durant cette période que certains mouvements scouts comme les Scouts de France ou les éclaireurs unionistes de France se découvrent un lien avec l'éducation populaire, notamment pour des raisons financières. Au même moment, les Éclaireurs de France se convertissent plus sincèrement au militantisme d'E.P.[réf. nécessaire]

#### Rôle croissant de laFSGTet des fédérations
Le Parti communiste et la CGT sont à l'apogée de leur puissance : 26 % des voix aux élections d'octobre 1945 pour le PCF et 59 % pour la CGT aux élections de la sécurité sociale en 1947. La loi du 16 mai 1946 sur le Comité d'entreprise consacre le fait que c'est autour du travail dans l'entreprise que s'organisent les œuvres sociales des CE (culture, loisirs, vacances…) en consacrant 1 % de la masse des salaires à ces activités des CE. Il s'agit aussi de permettre aux CE d'établir un regard sur la gestion et la production.
En 1954, les instructeurs rédigent un petit opuscule intitulé Pour un ministère de la Culture. Cette démarche sera à l'origine du ministère de Malraux. Mais l'éducation populaire reste au sein de la jeunesse et des sports. L'éducation civique des adultes est donc abandonnée. Sa transformation en Animation socio-culturelle rattachée au travail social et aux loisirs confirme cet abandon. Au début des années 1960, l’Église abandonne progressivement les Œuvres de jeunesse, ce qui va accentuer l'évolution.
La création d'ATTAC, en 1998, association d'éducation populaire et de formation à l'action politique et la démarche d'empowerment qui nous vient des États-Unis, est pour les citoyens engagés un retour vers cette conception politique de l'animation et de l'éducation populaire.

### LaVeRépublique
Le contexte économique et social change. On peut diviser l'évolution sous la Ve République en deux périodes. La première, la fin de la colonisation est une marche rapide vers la modernisation et l'expansion économique des Trente Glorieuses. La seconde après 1973, la crise pétrolière marque la rupture avec une montée constante du chômage et le phénomène de la nouvelle pauvreté (voir aussi : Serge Paugam).
L'animation va être une double réponse à ce phénomène, comme outil d'une politique d'action sociale de l'État en direction du public des chômeurs et en faveur des habitants des quartiers de relégation - Politique de la ville - qui sont souvent les mêmes.[réf. nécessaire] Comme secteur économique, les équipements se multiplient, le travail social et l'animation se professionnalisent massivement et se détachent de l'éducation populaire.
L'arrivée de la Cinquième République provoque des modifications importantes : la jeunesse est séparée de l'éducation nationale et est confiée à Maurice Herzog, la culture s'émancipe également sous la tutelle de André Malraux. La pratique du théâtre amateur restée une pratique d'éducation populaire et donc dépendant de la jeunesse, alors que le reste du théâtre passe à la Culture avec Malraux. On a donc un théâtre de création subventionné, car professionnel, et un théâtre non subventionné, mais cet amateurisme est-il pour cela moins créatif, moins Culturel ? Le débat est repris de manière plus large au travers de l'ouvrage de Pierre Bourdieu La Distinction, critique sociale du jugement. Le clivage passe entre culture populaire et La Culture (culture qualifiée d'élitiste ou d'avant-garde). La culture étant un capital qui permet la différenciation entre classes sociales. De ce fait, la culture est un des champs de la lutte pour la distinction qui transforme des différences très faibles en différences radicales puisque hiérarchisées.
1968 exprime la critique de la culture élitiste. Le 25 mai, les directeurs des maisons de la culture publient la Déclaration de Villeurbanne, déclaration élaborée avec l'aide de Francis Jeanson. La culture n'est pas qu'un simple projet de diffusion culturelle, elle doit s'adresser au non-public (c'est-à-dire le public populaire non touché par la simple diffusion).
« C'est pourquoi tout effort culturel ne pourra plus que nous apparaître vain aussi longtemps qu'il ne se proposera pas expressément d'être une entreprise de politisation : c'est-à-dire d'inventer sans relâche, à l'intention de ce non-public, des occasions de se politiser, de se choisir librement, par-delà le sentiment d'impuissance et d'absurdité que ne cesse de susciter en lui un système social où les hommes ne sont jamais en mesure d'inventer ensemble leur propre humanité »
— Manifeste de Villeurbanne
Dans la suite de mai 68, Joffre Dumazedier conceptualise la notion de « développement culturel » pour contrebalancer celle de « développement économique », par une politique destinée à mettre la culture au cœur de la vie des gens, répondant aussi à l'obligation de l'État d'assurer à chacun l'exercice de son droit à la culture. L’exigence de transformation sociale est forte, à la suite de mai 68, mais après la crise pétrolière de 1973, l'éducation populaire perd de sa force en même temps que le chômage se développe. Les années 1970 voient la naissance de l'animation socioculturelle qui se réclame de la neutralité politique en se professionnalisant. L'animation est une pédagogie d'action, de la formation à la démocratie, elle met l'accent à la fois sur les finalités ainsi que sur les moyens.
En 1981, le gouvernement de Pierre Mauroy comprend un « Ministère du Temps Libre, de la Jeunesse, des Sports et des Loisirs » confié à André Henry. Il comprend une « Direction du Loisir Social, de l’Éducation Populaire et des activités de Pleine Nature » (DLSEEPAPN) dont Robert Clément est le directeur. Ce ministère procède aux recrutements de 750 nouveaux CTP (Conseillers Techniques et Pédagogiques), contractuels de l'État, qui constitueront en juillet 1985, les corps des ChEPJ (Chargés d’Éducation Populaire et de Jeunesse) et CEPJ (Conseillers d’Éducation Populaire et de Jeunesse). Le ministère d'André Henry crée en mars 1982 le « Chèque Vacances ». Il mettra en chantier un projet de loi « sur le développement de la vie associative » qui, malgré de longs mois de négociations, ne verra pas le jour face à la division et à l'hostilité des mouvements d’Éducation Populaire.
En 1998, Marie-George Buffet, Ministre de la Jeunesse et des Sports, initie les « Rencontres pour l'avenir de l'éducation populaire » qui se tiennent à la Sorbonne, les 5-6 novembre 1998, sous la direction du philosophe Luc Carton. À l'issue des Rencontres, elle lance une offre publique de réflexion sur l'Éducation Populaire qui mobilise de très nombreux groupes de travail. Un rapport d'étape sera publié par Franck Lepage et un livre blanc par Jean-Michel Leterrier. Les travaux ne seront pas reconduits par le gouvernement suivant.
En 1953 avait été créé un institut devenu Institut national de la jeunesse et de l'éducation populaire… Les missions et l'organisation de l'INJEP ont été redéfinies par un décret du 26 janvier 2010. Le siège de l’INJEP fut situé jusqu'en 2009 à Val Flory, sur la commune de Marly-le-Roi (Yvelines), lieu resté emblématique pour les mouvements d'éducation populaire. Une activité d’accueil et d’hébergement ainsi qu'un centre de documentation y permettait des rencontres nombreuses. La révision générale des politiques publiques a entraîné le déménagement du siège de l’INJEP à Paris. Le centre de documentation y perdure.
Aujourd'hui, ce mouvement entre dans le champ de compétence du Ministère des Sports, de la jeunesse, de l'éducation populaire et de la vie associative. L'agrément du Ministère permet entre autres aux associations d'employer les animateurs selon le régime particulier du CEE dérogatoire au Code du Travail. .

### Les autres ministères
Le ministère de l'éducation nationale est le moteur d'une action spécifique, celles d'associations complémentaires de l'école publique, qui amplifie l'action de celle-ci auprès des jeunes. Le ministère de la culture a également une action spécifique. La vision de la mission culturelle de l'éducation populaire n'est pas la même entre tous ces acteurs et leurs relais, il y a débat. On peut définir deux missions principales :
- la première, la diffusion culturelle, vise à permettre au plus grand nombre l'accès à la culture générale (aux humanités), c'est-à-dire aux savoirs minimums requis pour être un homme cultivé (un honnête homme) ; dans cette optique le prolétaire est condamné à chercher à atteindre l'inatteignable culture élitiste. La réussite à l'épreuve de culture générale est le sésame indispensable pour entrer dans toute carrière de la fonction publique en catégorie A et B. C'est dans cette épreuve que la classe sociale dite populaire a un handicap majeur. C'est là que le capital culturel d'un groupe social (les enseignants, par exemple) joue pleinement pour entrer dans les meilleures catégories de la fonction publique[18]. La diffusion culturelle désigne les objets artistiques à connaître pour posséder une bonne culture générale - c'est ce que le ministère de la Culture nomme « culture de proximité ». C'est l'idée de la démocratisation culturelle, incarnée par Malraux. Si cette vision de Malraux marchait, dira Pierre Bourdieu, les gardiens de musée seraient des gens follement cultivés source ?.
- la seconde mission, valoriser la culture collective des acteurs de l'éducation populaire, consiste à reconnaître la culture populaire, la culture ouvrière, comme moyen d'émancipation, de citoyenneté. Efficace et très répandu dans les années 1930 à 60 ce projet militant a largement perdu de son attractivité.